# Яйла

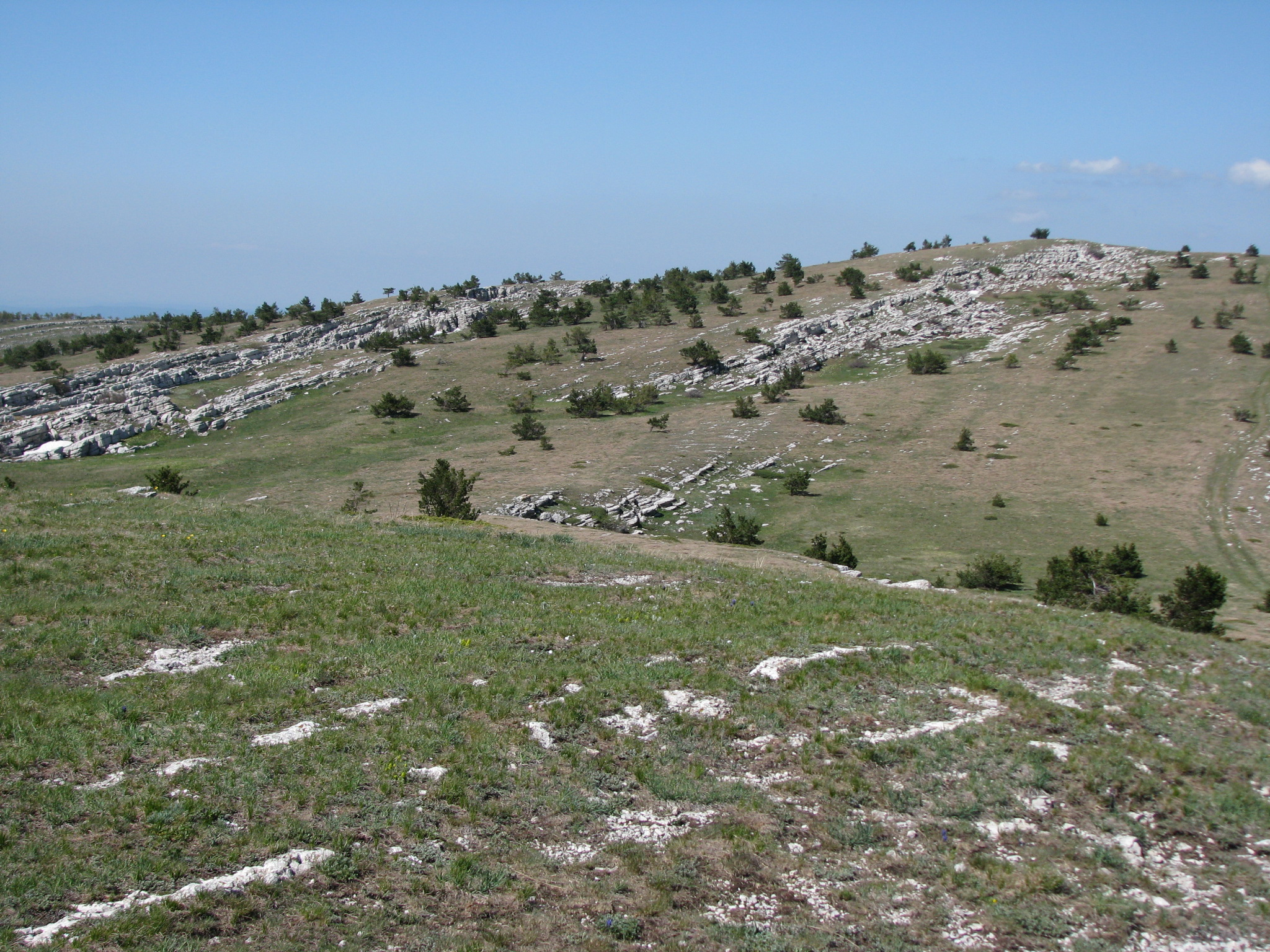
Яйла

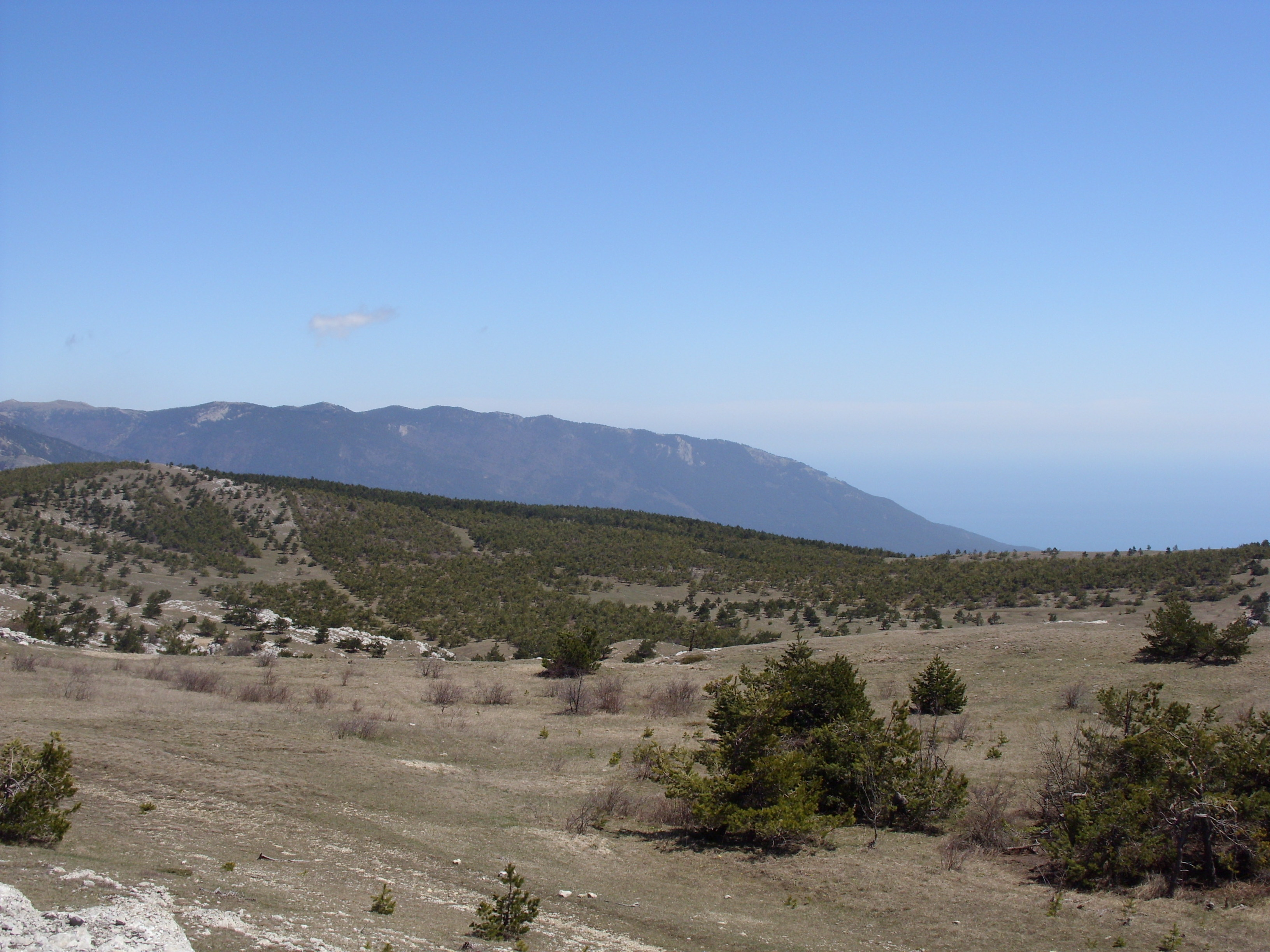
Ялтинська яйла

Яйла́ (крим. yayla, від загальнотюркського yay «літо») — пласке безлісе місце в Кримських горах, яке використовували як літнє гірське пасовище. Становить собою відносно горизонтальну ділянку гірської місцевості, що має достатню кількість родючого ґрунту й вологи влітку для випасання худоби. На відміну від звичайних гірських хребтів, яйли не є гостроверхими, по їх вершинах зручно прокладати стежки й навіть дороги. Невеликі яйли пастухи використовували протягом декількох днів, а на великі яйли могли поселятися на ціле літо.

## Етимологія
Слово яйла за походженням тюркське. Наприклад, крим. yayla чи тур. yayla походять від загальнотюркського кореня yay, що значить «літо». Тюркомовні народи Центральної Азії вживають однокорінне слово джайляу.

## Загальний опис
У напрямі з південного заходу на північний схід серед плоскогір'їв Криму виділяється десять яйл. За своїми кліматичними й орографічними особливостями вони підрозділяються на дві групи: західну й східну.
До західної групи відносять: Байдарську, Ай-Петринську, Ялтинську, Нікітську, Гурзуфську та Бабуган.
До східної групи відносять: Чатирдаг, Демерджі, Субаткан (Долгоруківську) та Карабі.
Яйла складається з твердих сірих юрських вапняків, які залягають на пісковиках. Її хребет, що відповідає осьовій частині антикліналі Кримських гір, простягається хвилястою високорівнею, перев. понад 1000 м над рівнем моря, упродовж близько 80 км на північний схід від селища Форос. Ширина Яйли сягає від кількох сотень м до 7 км. Її південний бік обривається майже вертикально до південного берега Криму, утворюючи високий суцільний яр. У західній частині Яйла досить суцільна. Її частини, починаючи з південного заходу, складаються з Ай-Петринської Яйли (з вершиною Ай-Петрі, 1234 м), яка переходить на сході в Ялтинську Яйлу (вершина Лапата, 1406 м), на північному сході в Нікітську Яйлу (вершина Демір-Капу, 1 540 м) та Бабуган-Яйлу (вершина Роман-Кош, 1545 м). Далі на сході Яйла розпадається на ряд більш або менш ізольованих масивів. Перший між ними, на північ від Бабуган-Яйли, — Чатир-Даг (вершина Еклізі-Бурун, 1525 м), обмежуваний тектонічними розломами. Далі на схід — Демерджі-Яйла (1 237 м), Тирке-яйла, Субаткан-яйла (Долгоруківська) та Карабі-Яйла (з вершиною Тай-Коба, 1259 м). У пониженні міх яйлами біля міста Алушти пролягає шосе на Сімферополь.
У вапнякових породах Яйли поширені карстові форми рельєфу середземноморського типу: карстові поля в місцях ґрунтового покриву, лійки, печери з сталактитами й сталаґмітами та провалля, на дні яких зберігається сніг упродовж цілого року. Поверхня яйли безводна, бо атмосферні опади, всякаючи в глибину вапняка, затримуються щойно над водостійкими лупаками, де вони творять підземні річки й озера. Вершки й сірі скелі яйли нагадують своїм виглядом руїни старовинних замків, а глибини й улоговини вкриті густим низьким дерном.

## Галерея

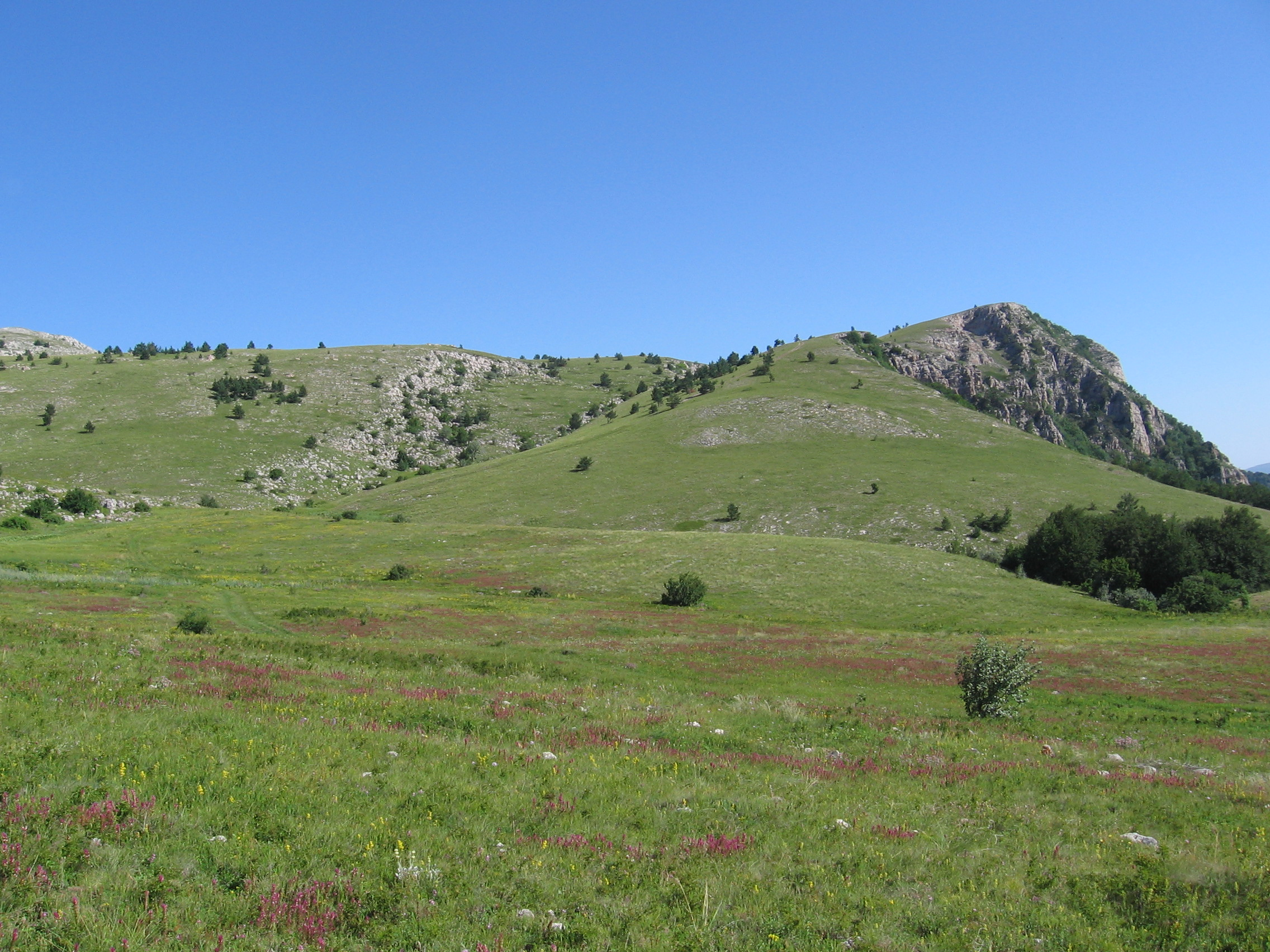
Бабуган-яйла
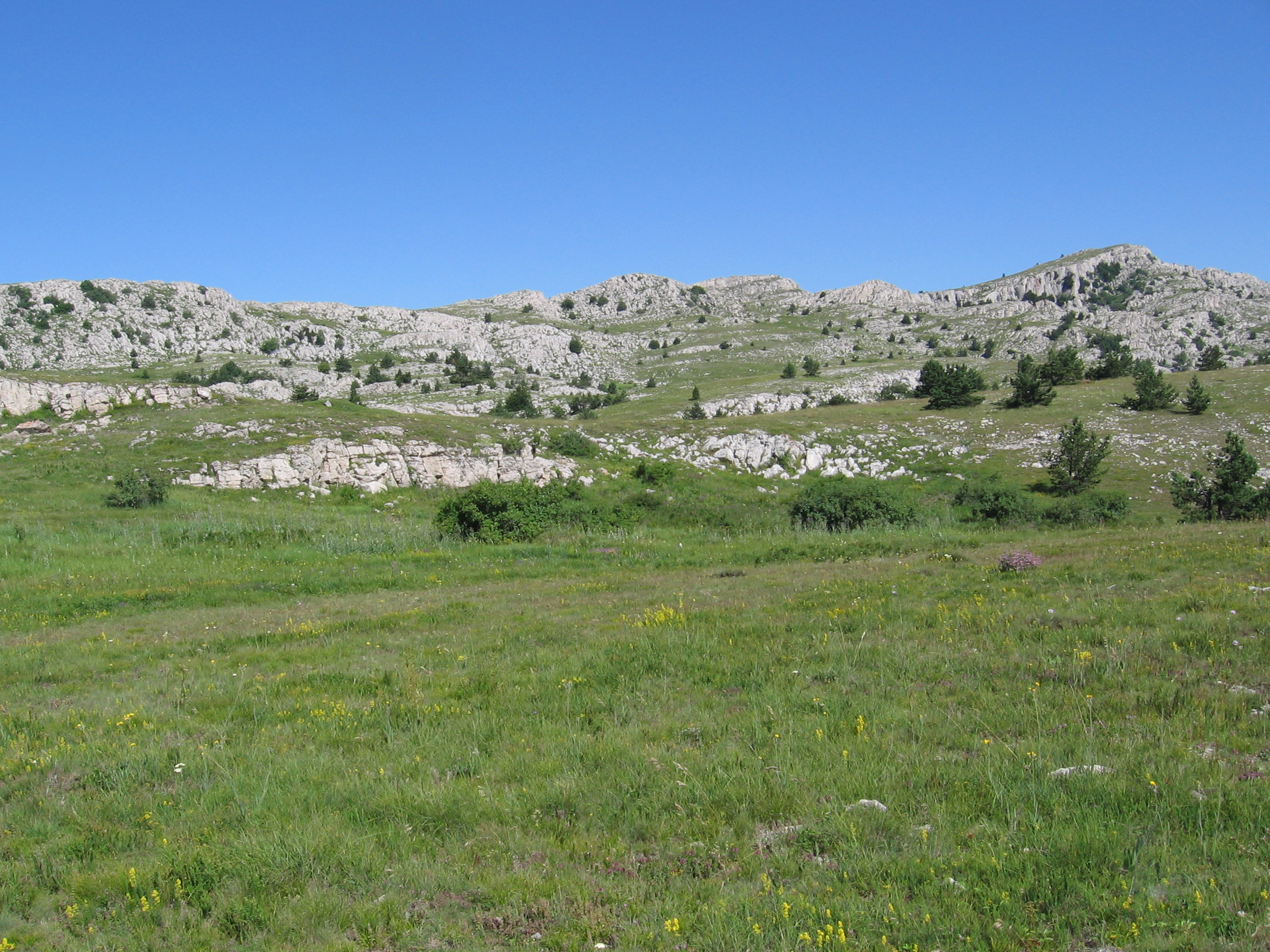
Бабуган-яйла
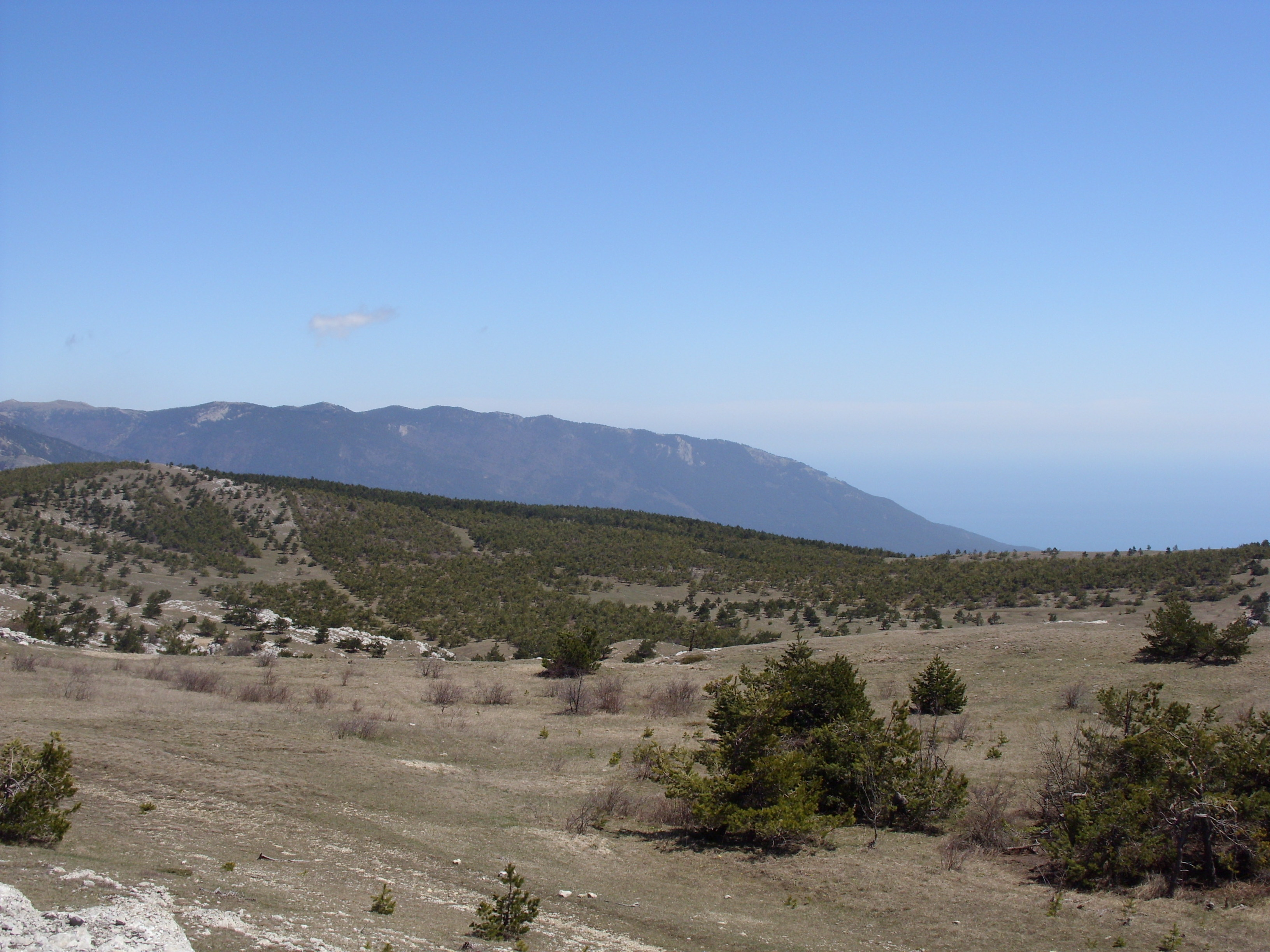
Ялтинська яйла
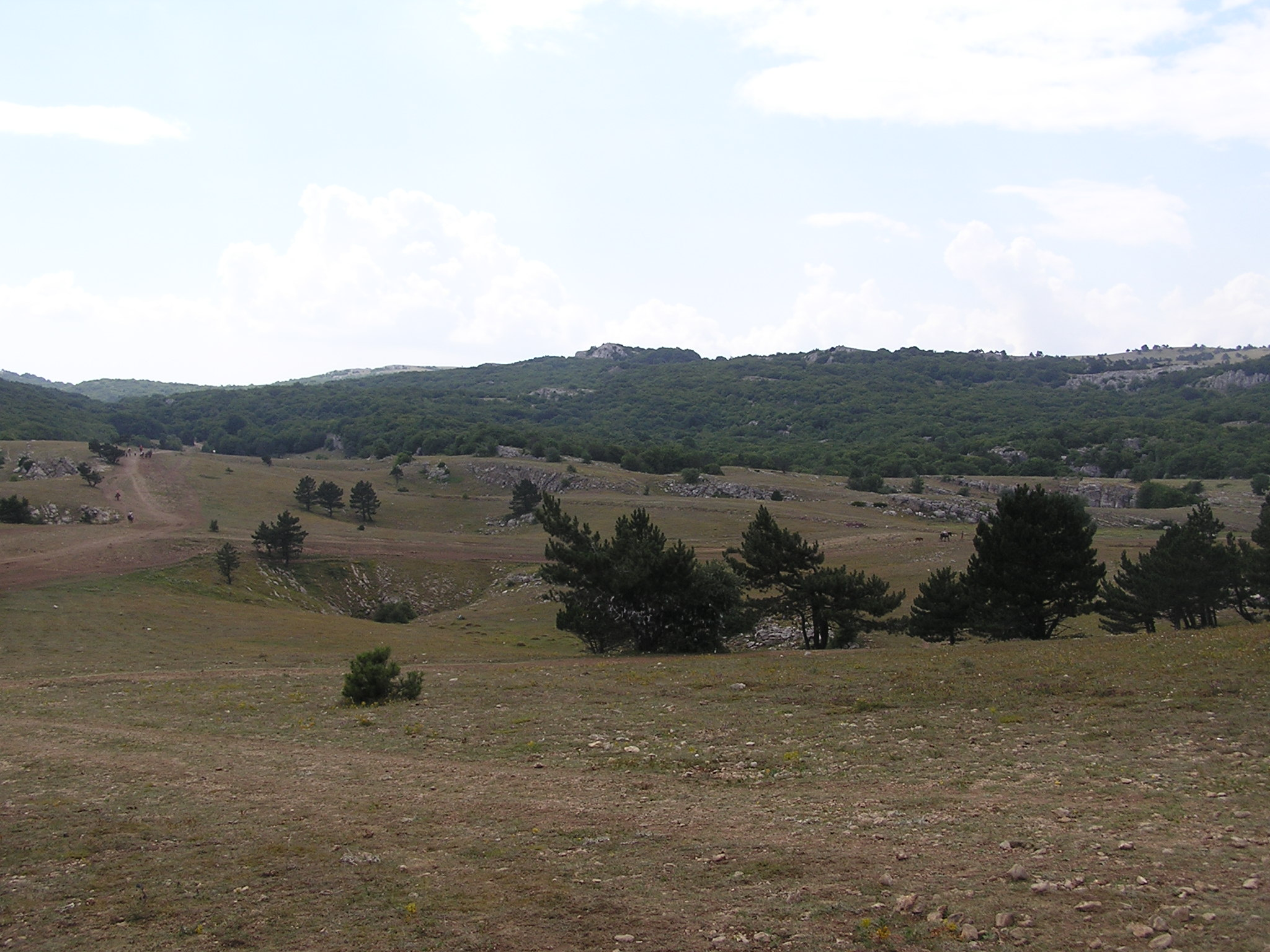
Ай-Петринська яйла